# خوسه لوئیس لامادرید
خوسه لوئیس لامادرید (اسپانیایی: José Luis Lamadrid‎; ۳ ژوئیهٔ ۱۹۳۰ – ۳ اکتبر ۲۰۲۱) بازیکن فوتبال اهل مکزیک بود.
از باشگاه‌هایی که در آن بازی کرده‌است می‌توان به باشگاه فوتبال نیکاکسا اشاره کرد.
وی همچنین در تیم ملی فوتبال مکزیک بازی کرده‌است.